# 南裕子 (看護学者)
南 裕子（みなみ ひろこ、英語: Minami Hiroko 1942年 - ）は、日本の看護師、看護学者。

## 概要
横浜市立市民病院看護婦、高知女子大学看護学部助教授、聖路加看護大学看護学部教授、兵庫県立看護大学学長、日本看護協会会長、兵庫県立大学副学長、国際看護師協会会長、日本学術会議会員、日本学術会議看護学分科会委員長、近大姫路大学学長、高知県立大学学長、神戸市看護大学学長などを歴任した。

## 人物・来歴
神戸市に生まれ、高知県で育った。
1999年から2005年に日本看護協会の会長を務め、専門看護師・認定看護師制度の確立などの看護制度改革に取り組んだ。また、日本に初めて精神看護の専門看護師を導入し、看護大学に日本初の精神看護学博士課程を開設するなどして看護職の専門性の確立に努めた。
1995年(平成7年)に発生した阪神・淡路大震災において、自らも被災した南は、後に日本看護協会が構築する災害支援体制整備の礎となる看護ボランティアの派遣体制を整備した。また、南は災害看護の活動方法を体系化し、共有できる知識体系を確立する必要性を訴え、1998年(平成10年)に日本災害看護学会、2008年(平成20年)には世界災害看護学会を発足させた。
2005年(平成17年)、国際看護師協会の第25代会長に日本人として初めて就任した。就任に際し、南は「看護は本質的に人々の安全と平和に貢献する専門職である」とし、看護を通してその実現に尽力した。

### 略歴
- 1965年 高知女子大学家政学部衛生看護学科卒業、横浜市立市民病院看護婦。
- 1967年 アメリカ合衆国政府がん看護・精神看護研修生。
- 1970年 高知女子大学助手。
- 1972年 イスラエルヘブライ大学ハダサ医学部社会医療学科修士課程修了。
- 1974年 高知女子大学助教授。
- 1982年 米国カリフォルニア大学サンフランシスコ校看護学部博士課程修了。
- 1982年 聖路加看護大学教授。
- 1993年 兵庫県立看護大学学長。
- 1999年 日本看護協会会長(2005年まで)。
- 2004年 兵庫県立大学副学長。
- 2005年 国際看護師協会(ICN)会長(2009年まで)。
- 2005年 日本学術会議会員。
- 2006年 日本学術会議看護学分科会委員長。
- 2008年 近大姫路大学学長。
- 2011年 高知県立大学学長。
- 2019年 神戸市看護大学学長。

他、21世紀高野山医療フォーラム理事など役職多数

### 受賞・栄典
- フローレンス・ナイチンゲール記章（2011年度）
- 瑞宝中綬章（2024年）[3][4]

## 著作物
- 『阪神淡路大震災―その時看護は』(1995年、日本看護協会出版会)〔南裕子編〕
- 『基本的セルフケア看護／心を癒す』(1996年、講談社)〔南裕子編〕
- 『地域精神保健活動論』(1997年、メヂカルフレンド社)〔南裕子監修〕
- 『看護系大学における研究の倫理審査体制の試案』(1998年、日本看護科学学会誌 18（1）：60－70）〔南裕子他〕
- 『災害看護学構築に向けての課題と展望』(1999年、看護研究 32(3)：177－185）
- 『看護における研究』(1999年、日本看護協会出版会改訂版）〔南裕子他〕
- 『ナースによる心のケアハンドブック』（2000年、照林社）〔野嶋佐由美と共監修〕